# Sierra de los Padres
Sierra de los Padres är en ort i Argentina.   Den ligger i provinsen Buenos Aires, i den sydöstra delen av landet, 400 km söder om huvudstaden Buenos Aires. Sierra de los Padres ligger 103 meter över havet och antalet invånare är 4 249.
Terrängen runt Sierra de los Padres är huvudsakligen platt, men åt nordväst är den kuperad. Terrängen runt Sierra de los Padres sluttar österut. Trakten är tätbefolkad. Närmaste större samhälle är Mar del Plata, 19,5 km öster om Sierra de los Padres.